# Hallberg (Adelsgeschlecht)

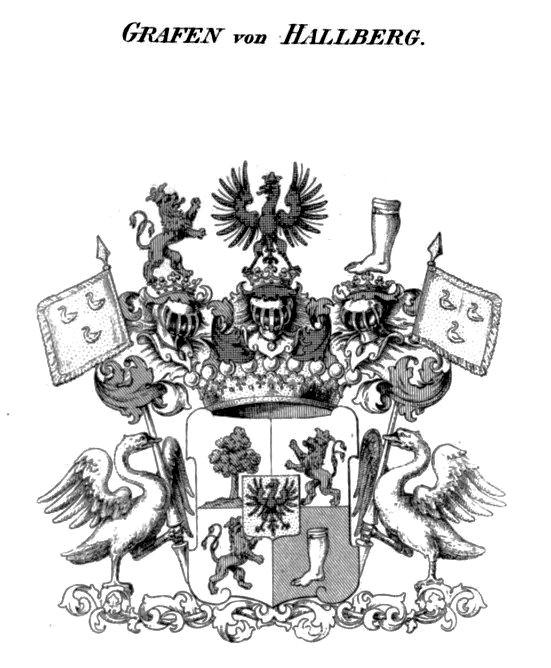
Wappen der Grafen von Hallberg zu Pesch

Die Herren von Hallberg sind ein deutsches Reichsadels-, Freiherren- und Reichsgrafengeschlecht mit schwedischen Wurzeln. Sie waren u. a. auf Haus Broich bei Jülich ansässig.

## Geschichte
Der Familienname stammt von dem Beinamen Hohlberg, den sich ein Anderson 1276 in einem Krieg zwischen Schweden und Dänemark bei der Erstürmung eines befestigten Bergs erworben haben soll. Er soll ein militärischer Anführer unter dem schwedischen König Magnus I. gewesen sein. Andersons Sohn Johann, General unter Magnus II. von Schweden erhielt in Wien das Reichsadelsdiplom. Ein Nachkomme Johanns, Alexander August von Hohlberg († 1602), Gesandter in Madrid, erhielt unter dem Namen Hollberg ein Freiherrendiplom. Aus Hollberg wiederum entwickelte sich der Name Hallberg.
Der genannte Alexander August soll ein Schloss Hergern im Großherzogtum Berg gekauft haben. Seine Nachkommen waren u. a. kurpfälzische Gesandte am Wiener Hof, Geheime Räte und Kriegskommissare. 
Peter Theodor von Hallberg kaufte 1740 Haus Broich bei Jülich. Durch Heirat kam ein anderer Teil der Familie in den Besitz von Schloss Pesch in Meerbusch. Durch Kauf erwarben sie zusätzlich Haus Horst im Mönchengladbacher Stadtteil Giesenkirchen sowie das Haus Böckum in Duisburg-Huckingen. Die Mitglieder der Linie Pesch führten ab 1790 den Reichsgrafentitel.

## Besitzungen

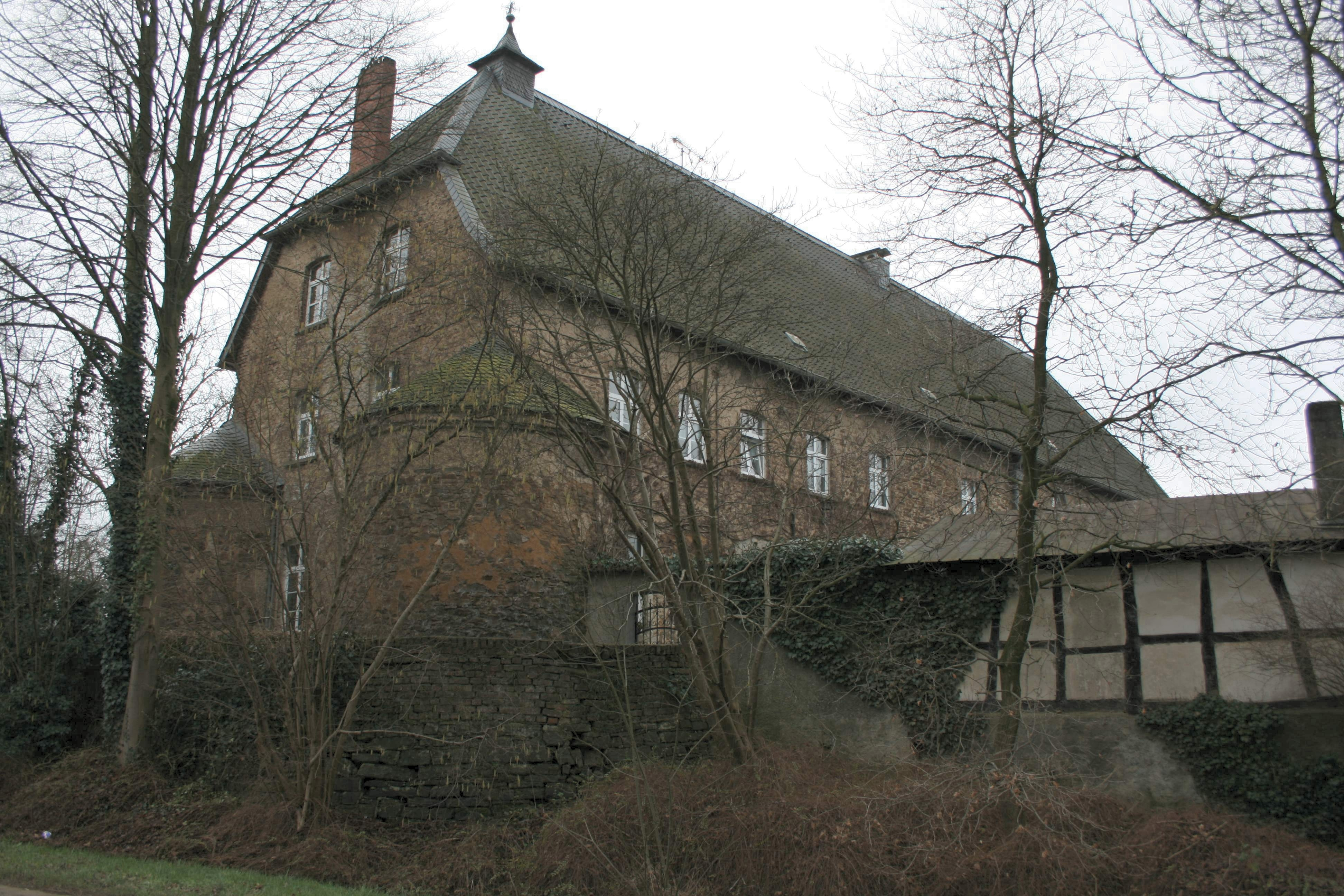
Haus Attenbach, Hennef
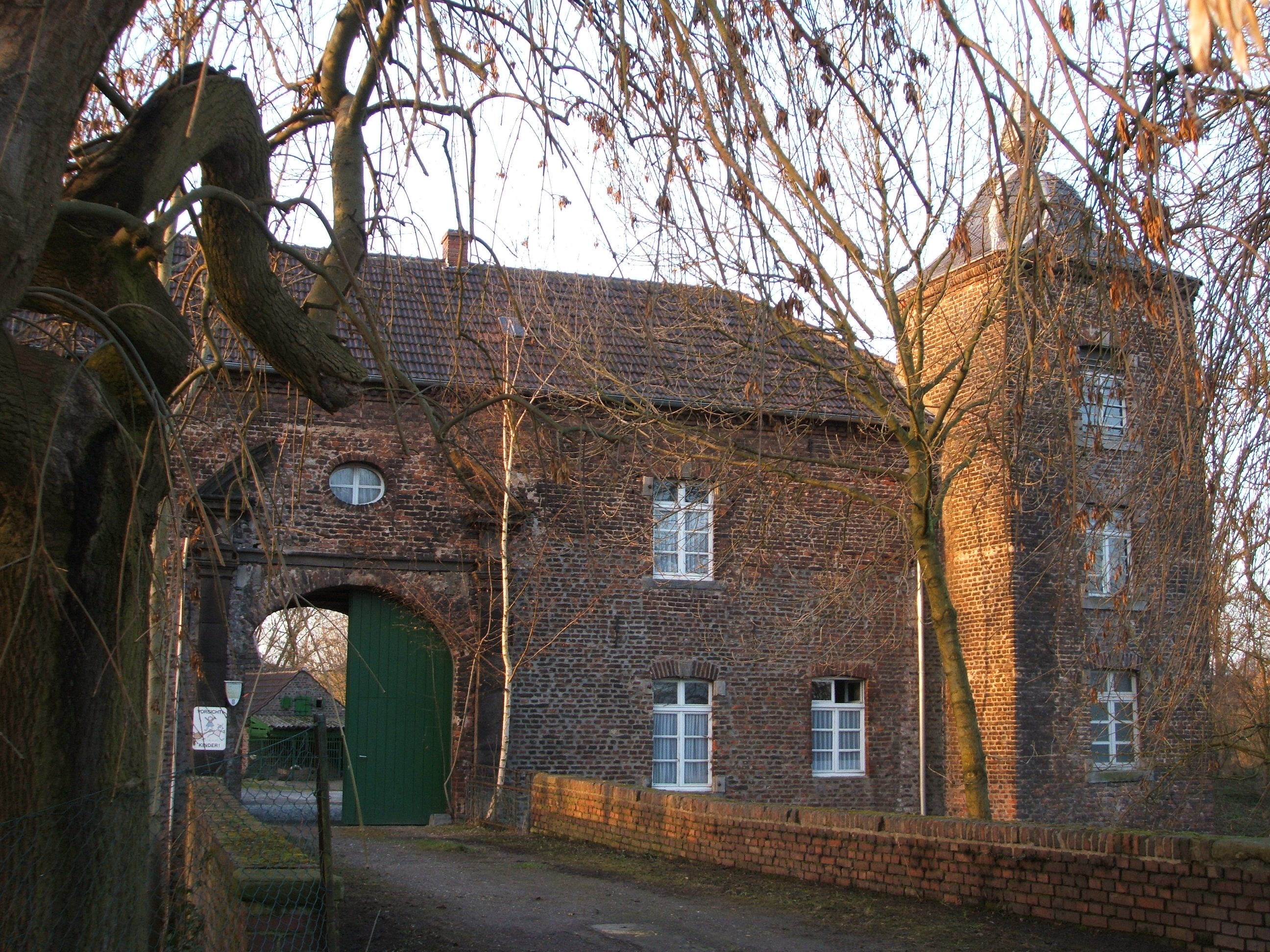
Haus Böckum, Duisburg-Huckingen
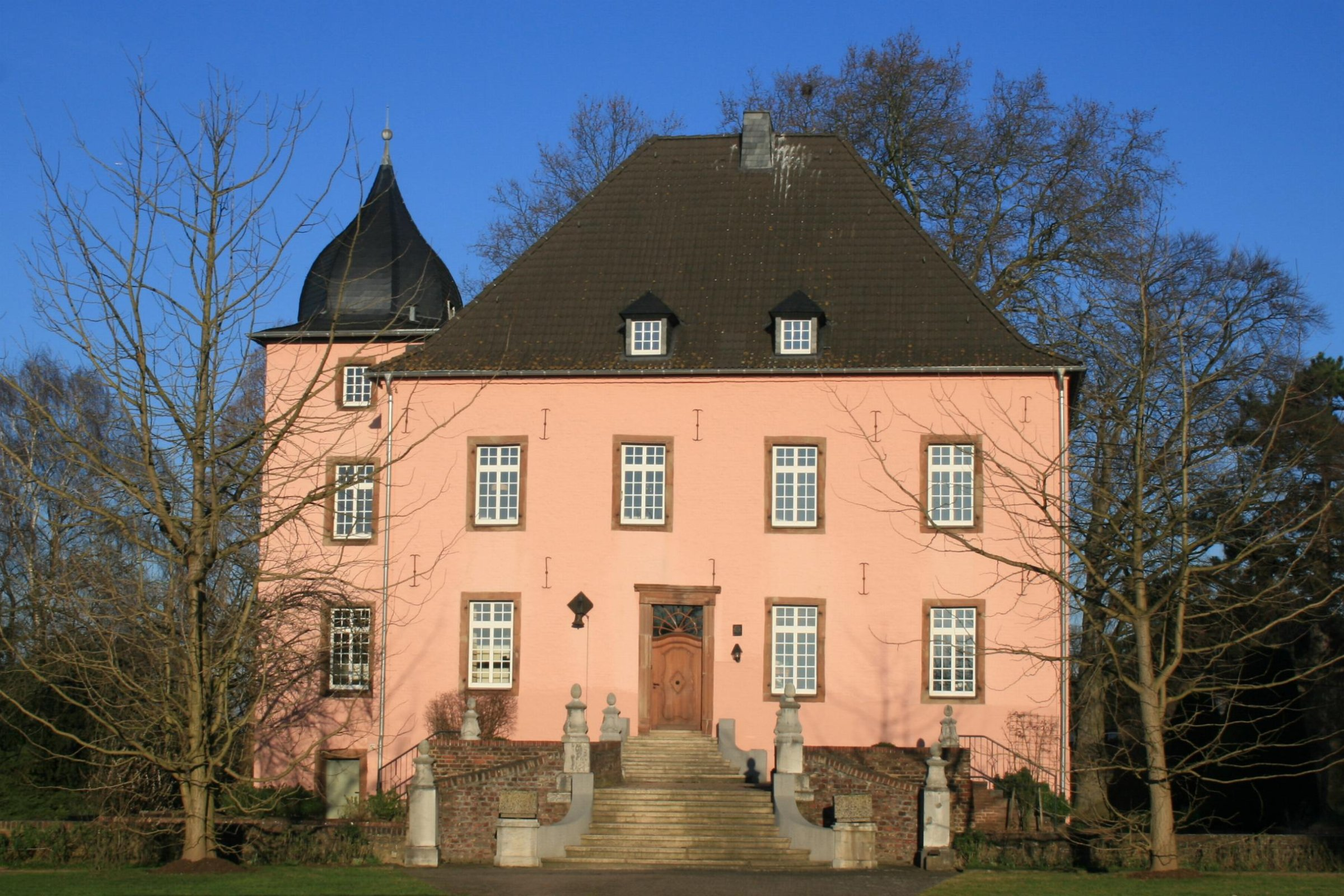
Haus Broich, Jülich
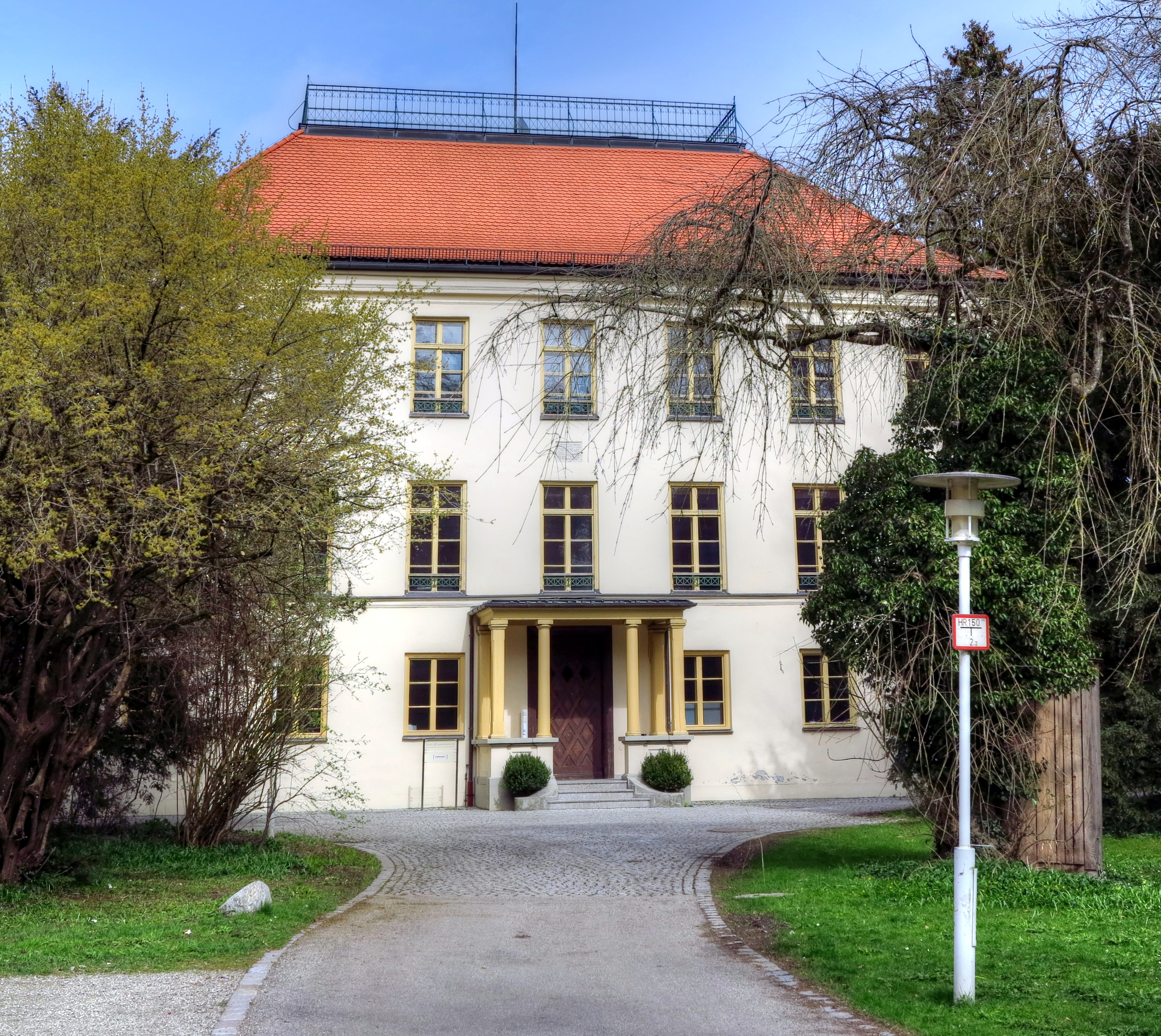
Schloss Fußberg, Gauting
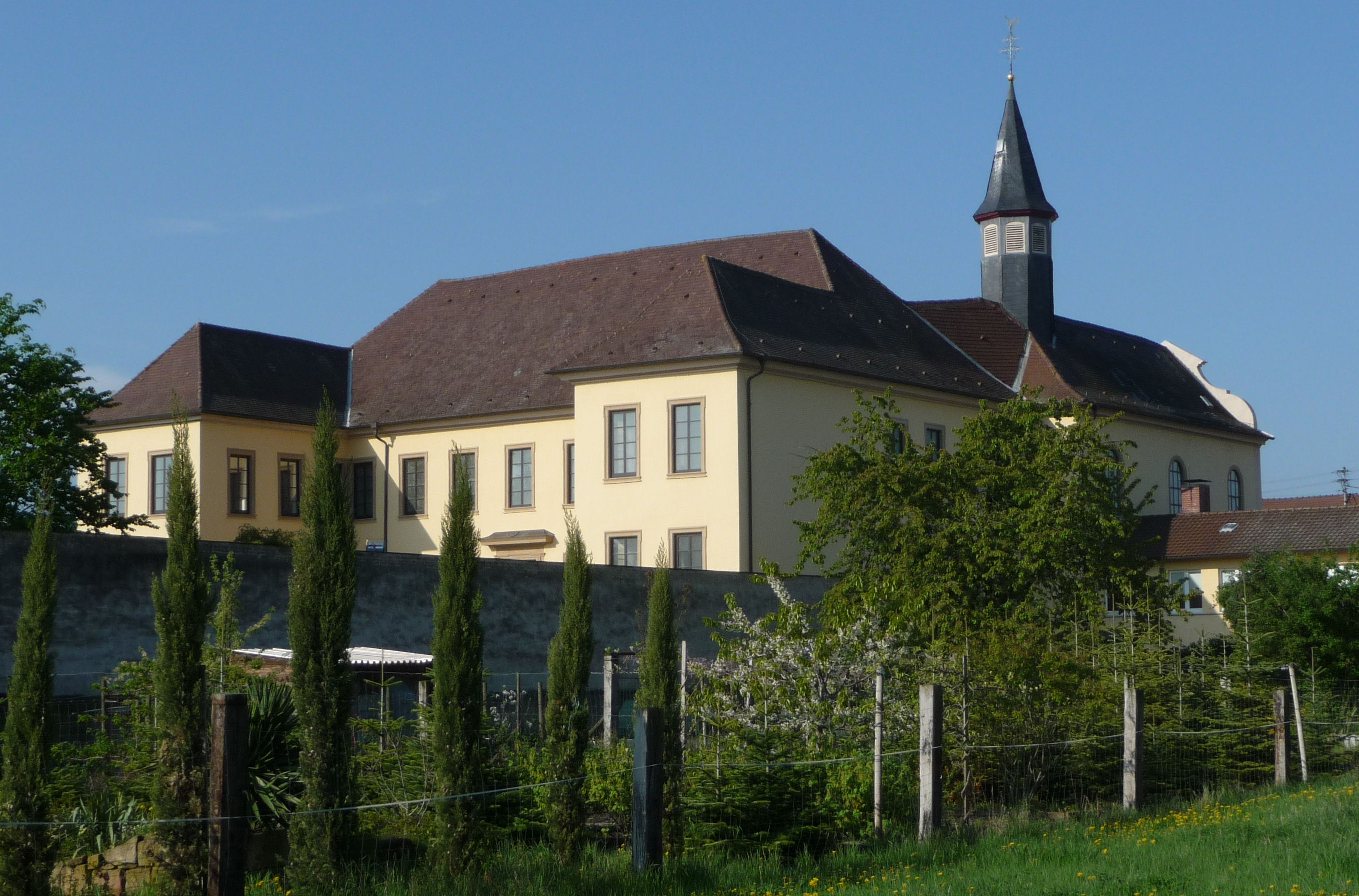
Hallbergsches Schloss, Fußgönheim
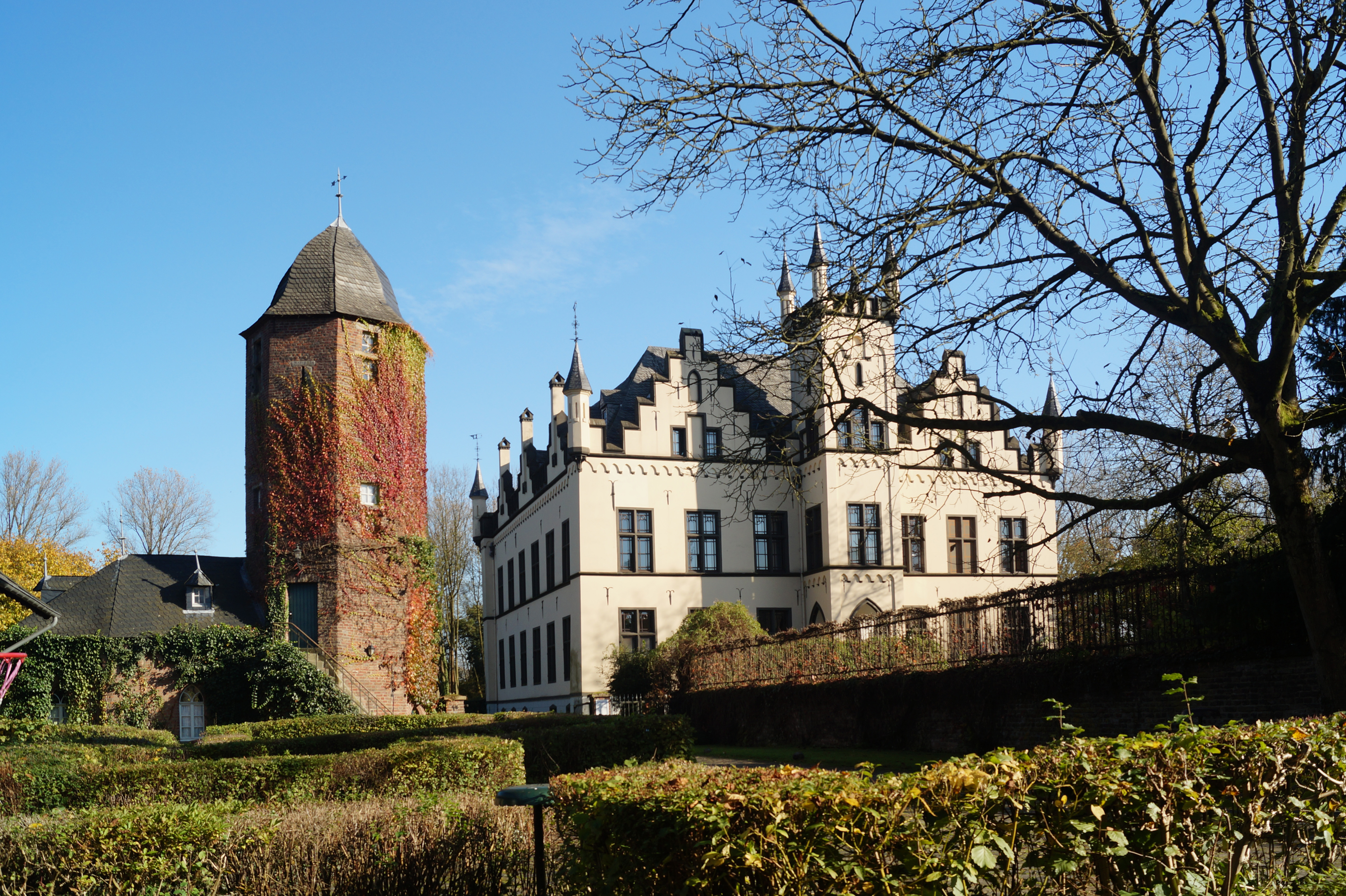
Haus Horst, Mönchengladbach
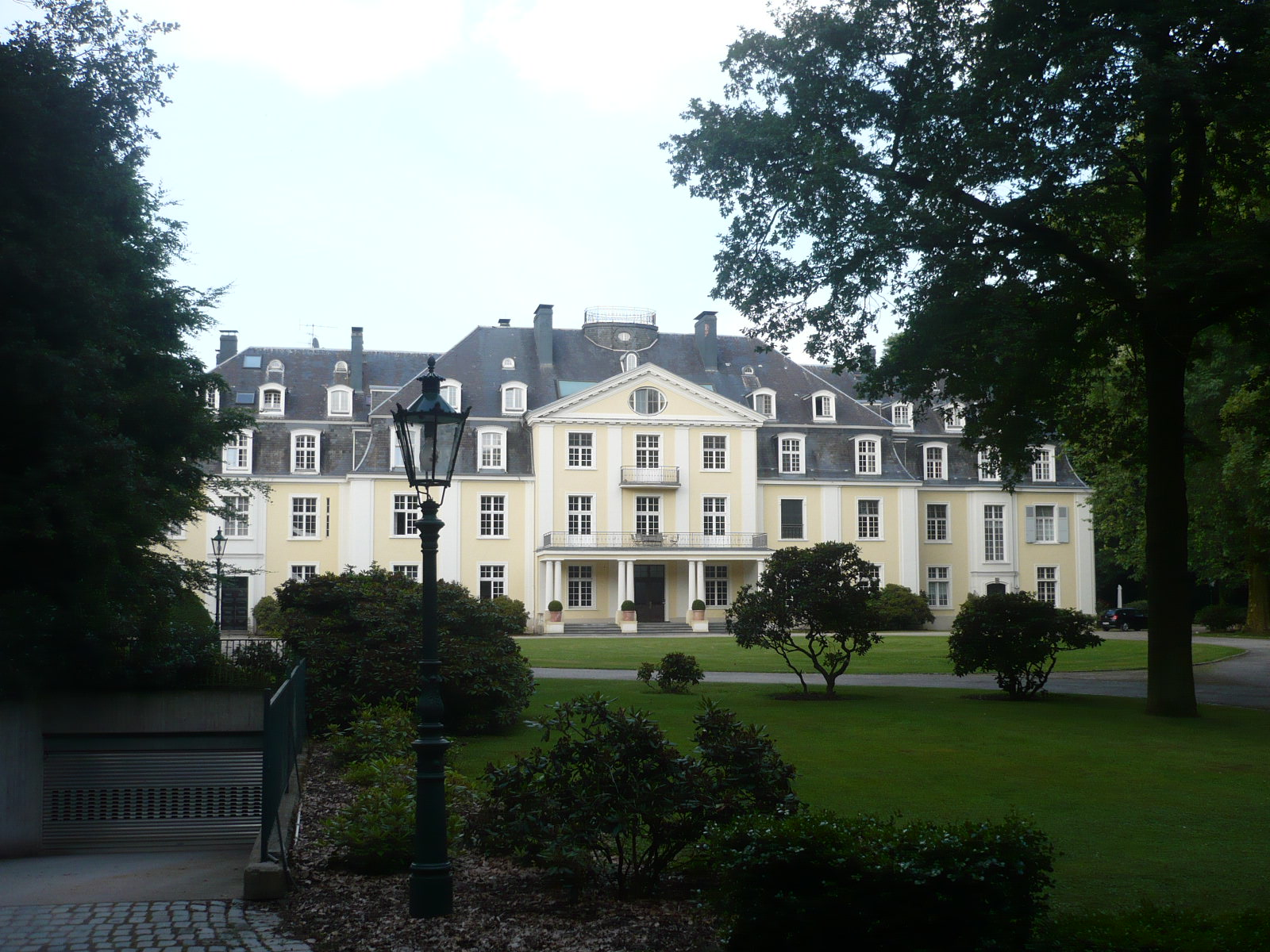
Schloss Pesch, Meerbusch

## Wappen
Die auf Haus Pesch sitzenden Hallberg führten das in der Abbildung dargestellte Wappen mit folgender Blasonierung:
Geviert, erstes Viertel, in Silber, ein Baum auf einem Bodenstücke, grün; zweites, in Silber, zweigeschwänzter roter goldgekrönter Löwe; drittes Viertel, ebenso, der Löwe links gewendet; viertes, in grün, rechter unterm Knie abgeschnittener naturfarbener Fuß, oben umbunden; übers Ganze goldener Mittelschild mit schwarzem, goldschnabeligem, beklautem und gekröntem Adler; auf dem Schilde Grafenkrone, besetzt mit drei blau angelaufenen Helmen, der mittlere mit goldener und schwarzer, der rechte mit silberner und grüner, der linke mit silberner und roter Decke, auf dem mittleren der Adler des Mittelschildes, auf dem linken das Bein des vierten Viertels; Schildhalter zwei weiße, schwarzschnabelige und rotfüßige Schwäne, jeder mit der abgewendeten Klaue eine gefranste Lanzenfahne haltend, worin in Gold drei silberne schwimmende Schwäne.
Dieses Wappen findet sich auch auf dem Grabstein des 1848 verstorbenen Mathias Graf von Hallberg auf dem alten Friedhof von Lank.

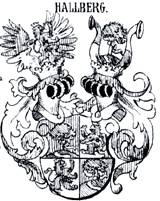
Wappen des Hauses Hallberg, dessen Stammhaus Schloss Pesch war. Wahlspruch „Fortis et fidelis“

Eine frühere Wappenvariante der Herrn von Hallberg zu Schloss Pesch enthält den Fuß für Fußgönheim bzw. das dort befindliche Hallbergsche Schloss noch nicht. Auch der Mittelschild fehlte noch.

## Persönlichkeiten
- Heinrich Theodor von Hallberg (1725–1792), Reichsgraf sowie kurpfälzischer und kurpfalz-bayerischer Diplomat
- Jakob Tillmann von Hallberg (1681–1744), Freiherr, kurpfälzischer Hofkanzler und Konferenzminister sowie Erbauer des Schlosses Fußgönheim
- Karl Theodor von Hallberg (1752–1840), bayerischer Generalleutnant
- Theodor von Hallberg-Broich (1768–1862), deutscher Schriftsteller und Forschungsreisender, Gründer von Hallbergmoos